# Италијански рат (1508—1515)
Италијански рат (1508—1515) (енгл. War of the League of Cambrai) био је трећи део италијанских ратова (1494-1559).

## Позадина
Италијански ратови почели су у јесен 1494. покушајем Француске да се наметне као водећа сила међу разједињеним државицама Италије. Први италијански поход краља Шарла VIII (1494-1496) је након почетних успеха (освајање Милана, Фиренце, Рима и Напуља током 1495) натеран на повлачење из Италије напорима Свете лиге (Аустрија, Шпанија, папа, Млетачка република, Миланско војводство). Други италијански поход краља Луја XII (1499-1504) је такође, почео заузимањем Милана, Рима и Напуља (1500), али је због сукоба са шпанским краљем Фердинандом Арагонским око јужне Италије поново натеран на повлачење.

## Рат
Трећи период италијанских ратова почео је другом експедицијом Луја XII 1508, који је прешао у Италију на позив папе Јулија II и придружио се Шпанији и Светом римском царству у Камбрејској лиги против Млетачке републике. Француске трупе ратовале су широм Италије и поразиле Венецију (1509). Папа је затим променио страну и створио Свету лигу са Швајцарском конфедерацијом и Хенријем VIII у намери да протера Французе из Италије. Французи су победили код Равене, али су претрпели пораз код Новаре и морали су да напусте Милано (1512).

## Последице
Луј XII је напустио Италију, а Медичи и Сфорце повратили су Фиренцу и Милано. Закључен је нестабилан мир. Он је зависио од прилика, а оне од политике европских сила. Луј XII је умро 1515, а наследио га је Франсоа I (1515-1547).